# S88-Rückmeldebussystem

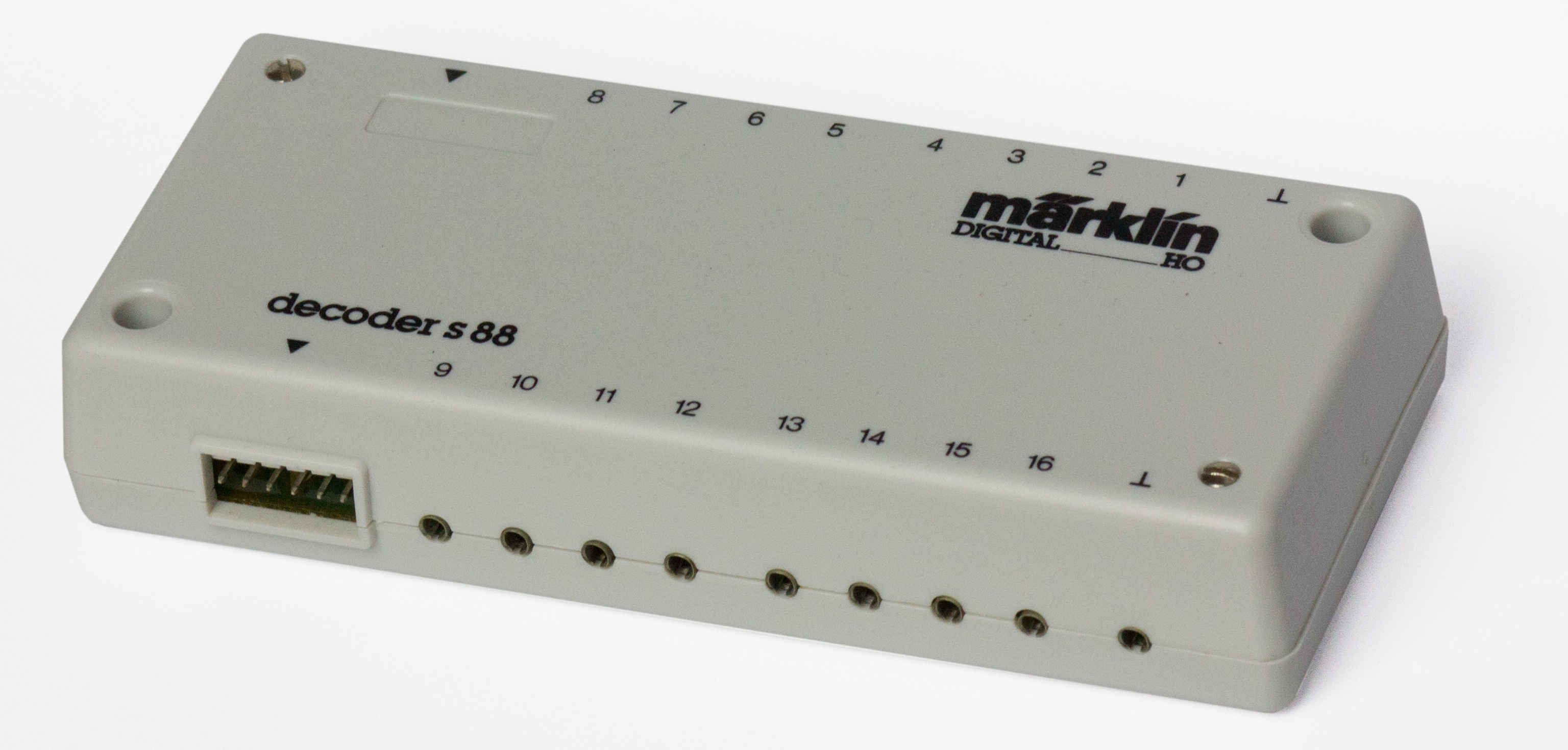
S88-Rückmeldemodul

Das s88-Rückmeldesystem ist eine Technik für die Rückmeldung bei der Modelleisenbahnsteuerung.

## Geschichte
Ursprünglich wurde die Technik für Märklin in den 1980er-Jahren entwickelt und erhielt den Namen von dessen Rückmeldebaustein s88. 
Technisch ist diese Lösung eher einfach aufgebaut und wurde daher bald von verschiedenen anderen Firmen nachgebaut.
So verbreitete sich diese kostengünstige Lösung sehr weit.

## Funktionsweise

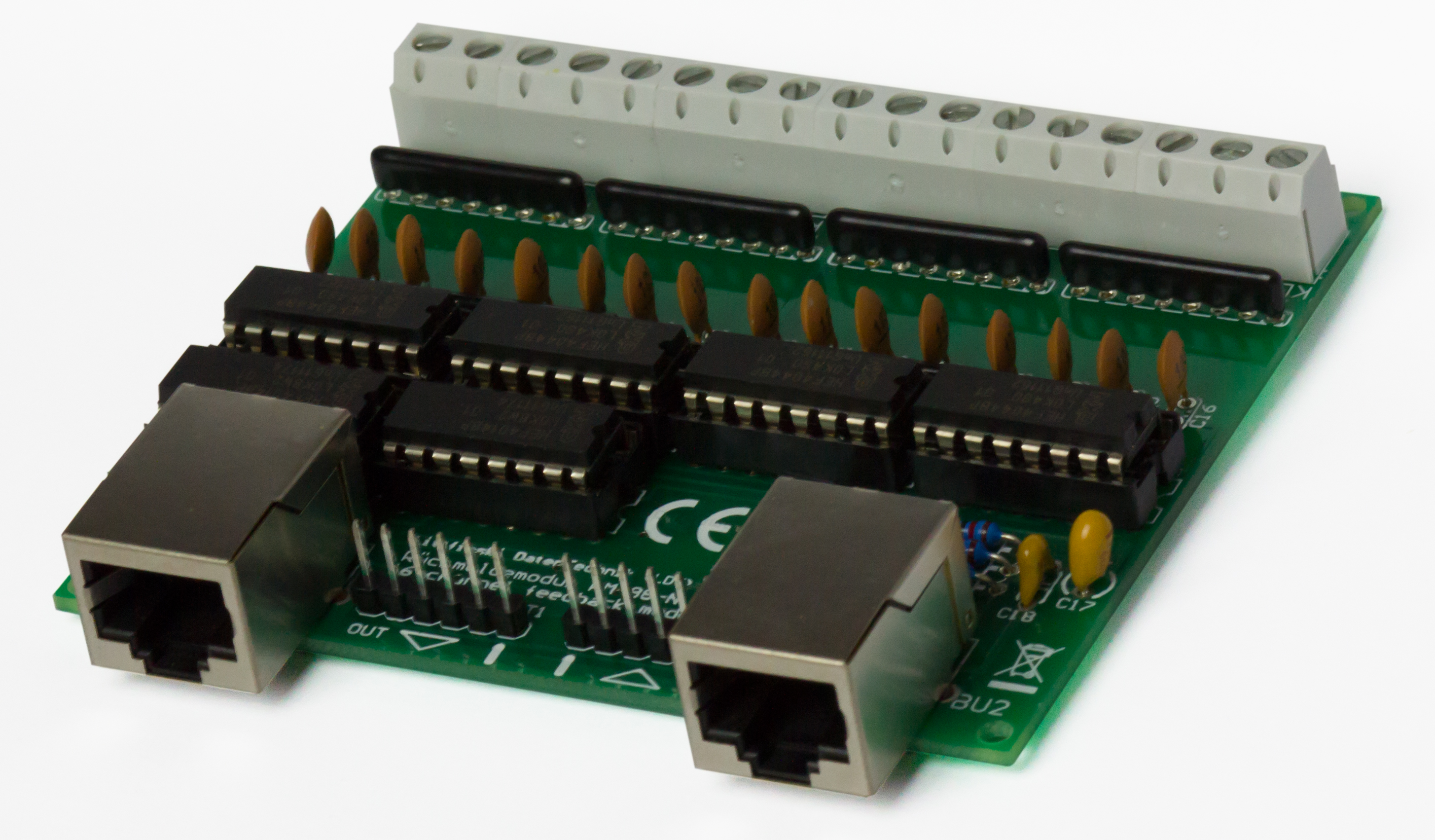
S88-Rückmeldemodul eines Drittanbieters mit s88-N

Pro Baustein sind meist 16 (manchmal nur 8) Rückmeldungen möglich. Die Module werden von der Zentrale aus in Serie angeschlossen.
Als Verbindung dient ein sechspoliges Kabel. In Summe dürfen 31 Module verbunden sein, eine Grenze, die willkürlich festgesetzt wurde.
Technisch handelt es sich um ein langes Schieberegister, das mit einfachen CMOS-Bausteinen aufgebaut ist. Bei einem Lesevorgang werden die Daten über alle angeschlossenen Module hintereinander abgefragt und zur Auswertung zur Verfügung gestellt.
Die Adressierung erfolgt durch die Basisadresse des Stranges und die Position in der Kette. Die Meldung erfolgt mit der Adresse und dem Status „ein“ bzw. „aus“.
Die Auswertung erfolgt normalerweise über einen Computer, an dessen serieller Schnittstelle die Module über die Digitalzentrale oder auch direkt über ein Interface angeschlossen werden.
Durch den einfachen Aufbau und die Verwendungen einfacher Flachbandkabel ist das System eher störungsanfällig gegenüber Fremdeinflüssen. Inzwischen werden statt der Flachbandkabel auch die gängigen RJ-45-Netzwerkkabel verwendet (Norm s88-N). Bei der Verlegung sollte auf andere Leitungen Rücksicht genommen werden, damit es nicht zum Übersprechen kommt.